# ایوو استرتن
ایوو استرتن (انگلیسی: Ivo Stourton؛ زادهٔ ۱۹۸۲) مؤلف و سلیسیتر اهل بریتانیا است. وی برادر فیلم‌نامه‌نویس و بازیگر بریتانیایی تام استرتن و دانش‌آموختهٔ کالج ایتن است.
نخستین کتاب وی به نام «صعودکنندگان شبانه» در سال ۲۰۰۷، دومین کتابش به نام «سرگذشت عاشقان کتاب» در ژوئن ۲۰۱۱ و سومین کتابش یه نام «مردگان شاد» در سال ۲۰۱۴ به چاپ رسید.